# Монровија (Индијана)
Монровија (енгл. Monrovia) град је у америчкој савезној држави Индијана.

## Демографија
По попису из 2010. године број становника је 1.063, што је 435 (69,3%) становника више него 2000. године.
| Група             | 2000.       | 2010.         |
| Белци             | 621 (98,9%) | 1.024 (96,3%) |
| Афроамериканци    | 0 (0,0%)    | 15 (1,4%)     |
| Азијати           | 0 (0,0%)    | 6 (0,6%)      |
| Хиспаноамериканци | 6 (1,0%)    | 13 (1,2%)     |
| Укупно            | 628         | 1.063         |